# Победнов, Григорий Петрович
Григорий Петрович Победнов (1774—1830) — полковник Русской императорской армии и Донского казачьего войска, участник Наполеоновских войн (в том числе войны 1812 года).

## Биография
Начинал военную службу рядовым казаком Донского казачьего войска в 7-м казачьем полку, участник войны четвёртой коалиции (сражения при Гутштадте 15—16 февраля 1807, при Батейне 19 февраля, при Виленбурге 27 мая) и русско-турецкой войны 1806—1812 годов.
Отечественную войну 1812 года встретил в звании войскового старшины. В ходе Бородинской битвы командовал Донским казачьим Денисова 7-го полком, который вместе с полком Ивана Жирова в составе 3-й бригады корпуса Платова (командир бригады — генерал-майор В. Т. Денисов) участвовал в рейде корпуса Платова, который совершил прорыв в обход левого фланга противника, смяв противостоящие ему пехотные и кавалерийские полки, и нанёс удар французам в тыл, что стало одним из важнейших моментов сражения. В ходе дальнейшего отступления к Москве его полк участвовал в боях против французов при Можайском (27—28 августа), при селе Крымском (29 августа). С 30 августа переведён в отряд барона Ф. Ф. Винцингероде, в его составе 31 августа сражался под Звенигородом. 1 сентября в 5 часов вечера отряд Винцингероде получил приказ отправиться на восточную границу Москвы и встать у Рогожской заставы на Владимирской дороге «…для прикрытия жителей, вышедших со своим имуществом, так и для обеспечения всех сокровищ государственных в сем направлении отосланных».
Во время французской оккупации Москвы войсковой старшина Победнов участвовал в партизанской войне как командир летучего отряда, действовавшего за Клином в сторону Ярославского тракта. В Ярославле ежедневно публиковались его «афишки» — депеши об обстановке на ближайших военных рубежах. С 3 сентября, согласно приказу Кутузова, Победнов как «расторопный офицер» встал в Тарасовке, обязавшись вести разведывательную деятельность к северо-востоку от Москвы, осуществлять связь между отрядами Винцингероде и основными силами М. И. Кутузова через Покров на Владимирской дороге в 100 км от Москвы; также он занимался охраной Ярославской дороги, сдерживая французов с помощью отряда численностью 176 сабель на Троицкой дороге (сражения при местечках Тарасовка, Лукино, Большие Мытищи, Алексеевское). Позже войскового старшину Победнова отозвали для обеспечения защиты Ярославской губернии, хотя, согласно донесениям, францзы по Ярославскому направлению не продвигались. Согласно одной из «афишек» Победновва, 19 сентября его казаки атаковали «неприятельские передовые пикеты, расположившиеся по ярославской дороге, поражали мужественно неприятеля и, положив у него на месте до 40 человек, в плен взяли 2 унтер-офицера и 75 рядовых».
7 октября Наполеон покинул Москву, оставив только части маршала Мортье. Согласно рапорту от 8 октября, партия казаков полка Победнова на рассвете того дня «сбила неприятеля с места и за шлагбаум Троицкой прогнала в самую Москву, а в 8 часов того же дня» части Победнова вступили в Москву, выбив французов за Никольские ворота: те потеряли 30 убитыми и 50 пленными, у Победнова были ранены всего два казака. Вечером того же дня при атаке на Петербургскую заставу в составе войск барона Винценгероде французов удалось оттеснить до самого петербургского шлагбаума. Согласно донесению барона Ф. Ф. Винцингероде от 8 (20) октября, войсковой старшина Победнов со вверенным ему полком и отрядом, стоящим на Владимирской дороге, в ходе боёв в Москве взял большое количество пленных. Отряд маршала Мортье покинул Москву в ночь с 8 на 9 октября, а 7-й Донской казачий полк под руководством Победнова продолжил преследование противника: согласно донесению Г. П. Ольденбургского от 11 октября, казаки с 6 сентября по 8 октября потеряли одного убитого и 4 ранеными, а сами уничтожили 59 солдат противника и захватили в плен 381 человека. К 15 октября уже майор Победнов преследовал противника под Вереей, взяв в плен ещё 21 человека; преследовал французов же он вплоть до российской границы, побив французов 31 декабря при Мариенвердере.
Позже он участвовал в Заграничном походе русской армии 1813—1814 года. Полковник (январь 1814). Под началом А. П. Ермолова воевал на Кавказе. Командир корпуса донских казаков в Русско-турецкой войне 1828—1829 годов. Отмечен государственными наградами.